# Kollektivtrafik i Västra Götalands län
Kollektivtrafiken inom Västra Götalands län består av regionaltåg, pendeltåg, spårväg, buss, och skärgårdsbåt. Trafikhuvudman är Västtrafik som ägs av Västra Götalandsregionen. Västtrafik har även huvudansvaret för kollektivtrafik i Kungsbacka kommun, som därför också behandlas i den här artikeln.

## Transportsystem
| Trafikslag              | Juridisk status | Spårinnehavare         | Trafik- huvudman                   | Operatör                          | Maxhastighet      | Största längd |
| ----------------------- | --------------- | ---------------------- | ---------------------------------- | --------------------------------- | ----------------- | ------------- |
| Fjärrtåg                | Järnväg         | Trafikverket           | SJ, Tågab och VR Snabbtåg Sverige  | SJ, Tågab och VR Snabbtåg Sverige | 200 km/h          | cirka 350 m   |
| Västtrafiks regionaltåg | Järnväg         | Trafikverket           | Västtrafik                         | SJ                                | 200 km/h          | 160 m         |
| Öresundståg             | Järnväg         | Trafikverket           | Skånetrafiken/Hallandstrafiken mfl | Transdev                          | 180 km/h          | 158 m         |
| Pendeltåg               | Järnväg         | Trafikverket           | Västtrafik                         | SJ                                | 160 km/h          | 225 m         |
| Spårväg (Göteborg)      | Spårväg         | Göteborgs Spårvägar AB | Västtrafik                         | Göteborgs Spårvägar AB            | 60 km/h           | 30 m          |
| Regionbuss              | Buss            | -                      | Västtrafik                         | Flera olika                       | 90 km/h           | ca 14 m       |
| Stadsbuss               | Buss            | -                      | Västtrafik                         | Flera olika                       | ?                 | 12–24 m       |
| Vy Flygbussarna         | Buss            | -                      | Vy Flygbussarna                    | Vy Flygbussarna                   | 90 km/h           | ca 14 m       |
| Båt                     | Båt             | -                      | Västtrafik                         | Styrsöbolaget                     | 13 knop (24 km/h) | ?             |

### Busstrafik
Busstrafiken är den mest omfattande av de olika trafikslagen, räknat i turer och linjelängd. Det finns cirka 900 linjer med 20 000 turer per dag. Däremot är spårvagnarna störst i antal passagerare.
Det finns allt från bussar i pendlingsstråk mellan städerna med hög turtäthet till landsbygdslinjer som i princip fungerar som skolbussar och bara går en tur i varje riktning per dag. Mellan Göteborg och dess omgivningar går X1, X2, X3, X4, Röd Express, Lila Express och Svart Express. Expresslinjerna introducerades i sin nuvarande form runt 1990. En uttalad idé med dessa bussar var att locka över pendlande bilister till kollektivtrafiken. Bussarna följer i hög grad stora leder in till centrum med betydligt färre hållplatser än stadsbussarna, vilket är en förklaring till benämningen Express.
I ett antal städer finns stadstrafik, det vill säga linjer som nästan helt går inom tätbebyggt område. Dessa finns i Kungälv, Göteborg, Kungsbacka, Alingsås, Borås, Falköping, Skara, Skövde, Lidköping, Mariestad, Trollhättan, Vänersborg, Uddevalla. De linjer som går igenom Göteborgs centrum kallas stombusslinjer (16-19, 25, 50, 52, 60). Linje 16 trafikerades fram till december 2020 av Sveriges längsta ledbussar med två leder. Se även Busstrafik i Göteborg.
Den första kommunala busslinjen (motoromnibuss) i Sverige, öppnades den 28 mars 1923 i Göteborg. Linjen gick från Hultmans holme till Lundby gamla kyrka på Hisingen.
Se även: Busstrafik i Göteborg

### Pendeltågstrafik
- Alingsåspendeln: Göteborg-Alingsås,
- Kungsbackapendeln: Göteborg-Kungsbacka
- Alependeln: Göteborg-Älvängen

Linjerna körs av SJ.
Tågtrafiken utförs med X11-tåg, X14-tåg och X61-tåg. Driften av både pendel- och regionaltågstrafiken togs över av DSB vid årsskiftet 2010-2011, innan SJ tog över den igen.
Se även: Göteborgs pendeltåg

### Regionaltågstrafik

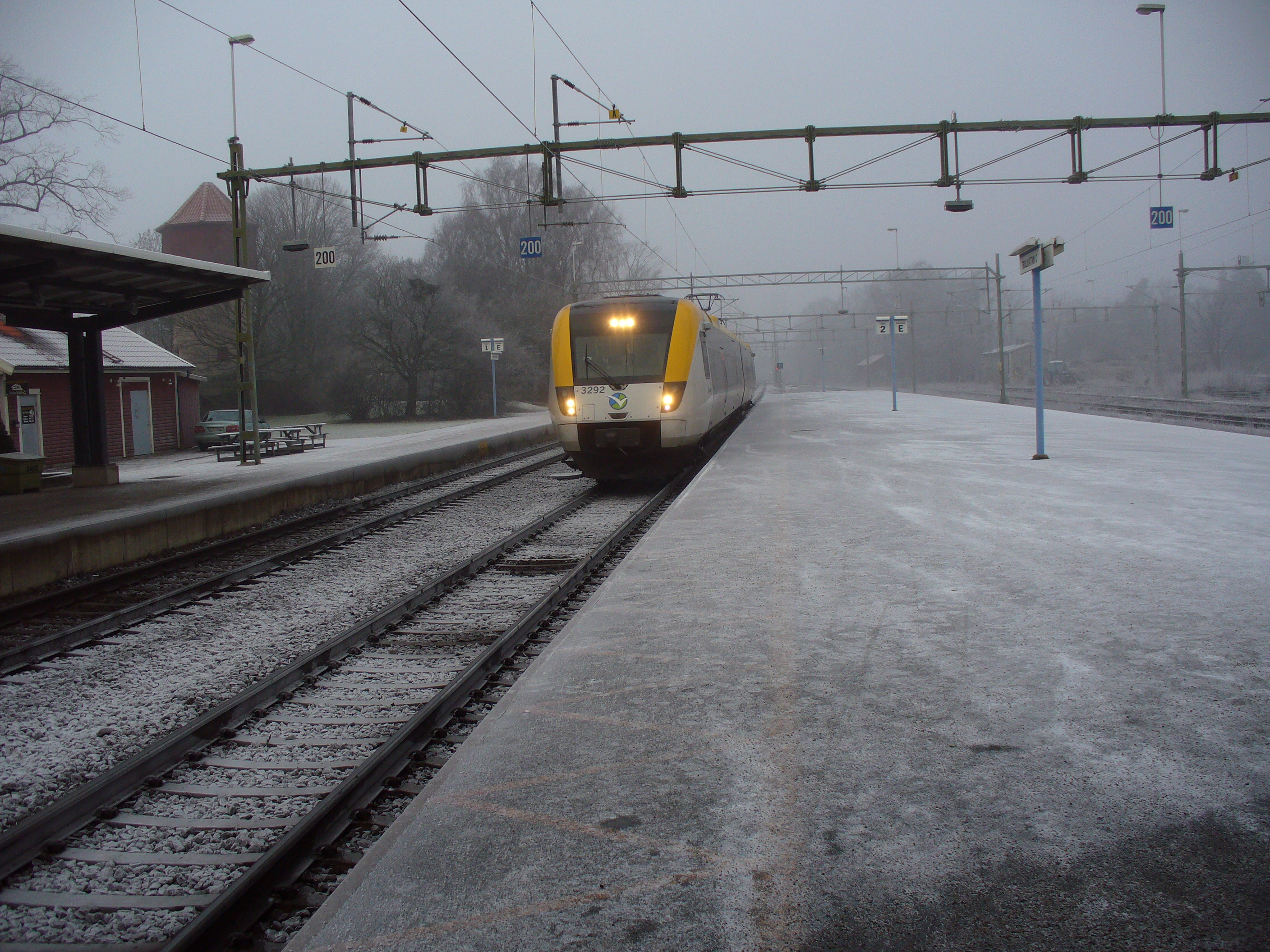
Ett av Västtrafiks Reginatåg anländer till Trollhättans centralstation.

Följande regionaltåg ansvarar Västtrafik för:
- Göteborg-Stenungsund-Uddevalla-Strömstad
- (Göteborg-)Herrljunga-Lidköping-Mariestad-Laxå.
- Göteborg-Trollhättan-Vänersborg.
- Göteborg-Borås.
- Göteborg-Alingsås-Skövde.
- Trollhättan-Dals-Ed
- Uddevalla-Vänersborg-Borås.

Följande regionaltåg går ut ur länet. Västtrafik och angränsande läns trafikhuvudmän delar på ansvaret.
- Borås-Varberg.
- (Töreboda)-Skövde-Falköping-Jönköping-Nässjö.
- Göteborg-Herrljunga-Falköping-Jönköping-Nässjö.

Dessutom gäller vissa månadskort på SJ:s fjärrtåg inom regionen.
Se även: Västra Götalands regionaltåg

### Spårvagnstrafik
I Göteborg finns idag tolv spårvagnslinjer (från att tidigare ha varit de klassiska åtta), som går till de flesta delar av staden. De har i allmänhet en avgång var tionde minut under högtrafik. Det blir cirka 2 400 turer och runt 36 000 km, nästan ett varv runt jorden per dag sammanlagt. Antal delresor (samma som antal påstigningar) var 100,5 miljoner år 2007, cirka 45 % av alla resor som görs med Västtrafik. Spårvagnstrafiken bedrivs av Göteborgs Spårvägar AB
Se även Göteborgs spårväg.

### Färjetrafik
Inom Göteborgs kommun bedrivs passagerarfärjetrafik dels mellan Saltholmen och öarna i Södra skärgården och dels i centrala Göteborg över Göta älv (kallas "Älvsnabben"). Alla dessa färjelinjer trafikeras av Styrsöbolaget.
Det finns även passagerarbåtlinjer längs bohuskusten. De finns inom Öckerö kommun, Kungälvs kommun, Tjörns kommun, Orust kommun, Lysekils kommun, Tanums kommun och Strömstads kommun.

### Anropsstyrd trafik
Anropsstyrd trafik är färdtjänst och sjukresor men även en del vanliga busslinjer både i städerna och på landsbygden som saknar underlag för reguljär trafik och måste beställas per telefon en viss tid före avgång.

### Kollektivtrafik utanför Västtrafiks ansvar
Västtrafik har ansvar för all lokal kollektivtrafik inom Västra Götalands län, utom till flygplatserna, där Vy Flygbussarna kör i egen regi med egen taxa från Göteborg till Landvetter. Till Trollhättan-Vänersborgs flygplats, den enda övriga reguljära flygplatsen i länet, finns ingen kollektivtrafik.
Kollektivtrafik till andra län sker i samarbete med de övriga trafikhuvudmännen. Oftast går taxegränsen vid länsgränsen men inte alltid. Många undantagsregler finns i det tätbefolkade området i närheten av Göteborg där Kungsbacka kommun ligger i Hallands län men ingår i Västtrafiks område.
Ren fjärrtrafik, som sker med buss, tåg eller flyg ligger utanför Västtrafiks ansvar.

## Entreprenörer
Driften av Västtågstrafiken sköts av SJ Götalandståg AB
Driften av spårvagnstrafiken sköts av Göteborgs Spårvägar AB
Busstrafiken sköts av:
- Transdev Sverige AB
- Nobina Sverige AB
- Keolis Sverige AB
- Vy Buss AB
- GS Buss AB
- Bivab AB

## Fjärrtrafik
Artikeln behandlar i första hand kollektivtrafik inom Västra Götalands län, men även fjärrtrafiken kan nämnas.
- Fjärrtåg går till Oslo, Karlstad, Stockholm direkt, Stockholm via Örebro/Västerås, Kalmar, Köpenhamn, Duved och Umeå. De går från Göteborg C.
- Fjärrbussar går åt olika håll, bland annat Oslo, Jönköping och Köpenhamn. de går från Nils Ericson-terminalen.
- Passagerarfartyg finns till Frederikshavn och Kiel. De går från Södra Älvstranden.
- Flyg går från Göteborg-Landvetter flygplats. De går inom Europa, plus vissa charterplan ut ur Europa.

## Framtida utbyggnad
Se K2020.